# Konrad Haenisch

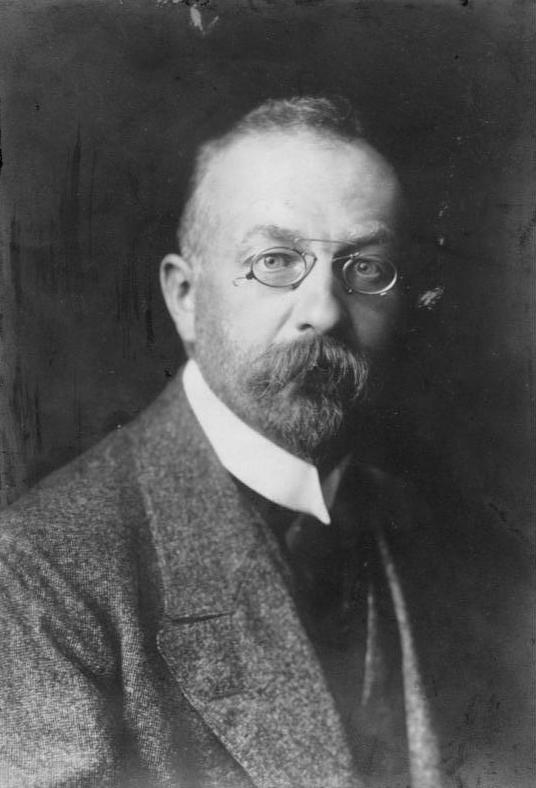
Konrad Haenisch (1918)

Benno Fritz Paul Alexander Konrad Haenisch (* 13. März 1876 in Greifswald; † 28. April 1925 in Wiesbaden) war ein deutscher Journalist, Redakteur und Politiker (SPD). Er war von 1919 bis 1921 Kultusminister des Freistaats Preußen.

## Leben
Konrad Haenisch besuchte das Friedrich-Ludwig-Jahn-Gymnasium in seiner Heimatstadt. Wegen „sozialdemokratischer Umtriebe“ wurde er 1893, zusammen mit einem Mitschüler (der Suizid verübte), der Schule verwiesen und in eine Nervenheilanstalt eingewiesen. Im Jahre 1894 begann er einer Buchhändlerlehre in Leipzig und nahm dort Kontakt mit sozialdemokratischen Kreisen auf. Seine Familie (konservative preußische Beamte und Akademiker) erfuhr dies, ließ ihn entführen und in die Anstalt Bethel zwangseinweisen. Erst als Freunde die Vorgänge in der Leipziger Volkszeitung publik machten, stellte die Familie die Aktivitäten gegen Haenisch ein.
In Leipzig war Haenisch von März 1895 bis 1898 Mitarbeiter der „Leipziger Volkszeitung“. Während dieser Tätigkeit knüpfte er erste Kontakte mit Parvus, mit dem Haenisch eine lebenslange Freundschaft verband (eigenes Pseudonym „Parvulus“). Er begann sich aktiv in der Leipziger SPD zu engagieren und verfasste erste Arbeiten für die von Karl Kautsky herausgegebene SPD-Theoriezeitschrift Die Neue Zeit. 
1898 war Haenisch kurz in Ludwigshafen tätig, bei der Pfälzischen Post, die eher dem rechten, „revisionistischen“ Flügel der SPD angehörte. Dort wurde er jedoch nach kurzer Zeit entlassen wegen seiner Haltung gegen den Revisionismus.
Daraufhin übersiedelte Haenisch im Januar 1899 wieder nach Sachsen, diesmal nach Dresden. Hier war er Redaktionsmitglied der Sächsischen Arbeiterzeitung, eines wichtigen Organs der Parteilinken der SPD; kurz vorher war dort Rosa Luxemburg Chefredakteurin. Als der dortige Chefredakteur, Georg Ledebour, im April 1900 sein Amt aufgab, verließ Haenisch die Redaktion und ging nach Dortmund, wo er von 1900 bis 1905 als Redakteur bei der Rheinisch-Westfälischen Arbeiterzeitung arbeitete. In Dortmund entwickelte Haenisch reges Interesse am Kulturleben und schrieb auch Theaterkritiken für das Feuilleton der Zeitung. 
Von 1905 bis 1907 war Haenisch wieder in Leipzig, wo er wiederum an der Leipziger Volkszeitung schrieb, unter der Chefredaktion von Franz Mehring. In dieser Zeit begann seine Zusammenarbeit mit Paul Lensch. 1907 erfolgte dann die Rückkehr nach Dortmund zur Arbeiterzeitung. In der Dortmunder SPD engagierte er sich aufseiten der Revisionismusgegner. Zusammen mit Rosa Luxemburg propagierte Haenisch den Massenstreik als politisches Kampfmittel. 
1911 wechselte Haenisch aus der Provinz in die Hauptstadt Berlin, wo er für den SPD-Parteivorstand als Leiter der „Literarischen Zentralstelle für Flugblatt- und Agitationsbroschürenliteratur“ tätig wurde. Parallel dazu unterrichtete er als Dozent an der Berliner Arbeiterbildungsschule. 
1913 kandidierte Haenisch erstmals für den Preußischen Landtag. Zusammen mit Otto Braun und Adolf Hofer wurde er für den Wahlkreis Niederbarnim-Oberbarnim, den damals größten preußischen Landtagswahlkreis, gewählt. Haenisch blieb bis zu seinem Tode 1925 Abgeordneter des Preußischen Landtages für die SPD. 
Im August 1914 begann der Erste Weltkrieg. Haenisch lehnte die Kriegskredite ab, schwenkte aber im Oktober auf den Kurs der SPD-Mehrheit, die die Kriegskredite befürwortete, um. Er bildete zusammen mit Paul Lensch und Heinrich Cunow im Laufe des Jahres 1915 die Lensch-Cunow-Haenisch-Gruppe. Die Gruppe versuchte die Position der SPD-Mehrheit zum Krieg marxistisch zu begründen und stand Parvus, der eine ähnliche Position vertrat, nahe. In diesem Zusammenhang arbeitete er von 1915 bis 1919 bei der von Parvus herausgegebenen Zeitschrift Die Glocke mit. 
Im Zuge der Novemberrevolution wurde Haenisch im November 1918 – anfangs zusammen mit Adolph Hoffmann (USPD) – Kultusminister der ersten SPD-geführten preußischen Landesregierung und führte das Ministerium auch nach Hoffmanns Rücktritt noch bis zum Scheitern seiner Schulpolitik infolge des Weimarer Schulkompromisses 1921. Während seiner Amtszeit verbot das Ministerium im Dezember 1920 u. a. die Uraufführung von Arthur Schnitzlers Reigen. Haenisch berief den parteilosen Islamwissenschaftler Carl Heinrich Becker zum Unterstaatssekretär. Becker übernahm später das Ministeramt und prägte die Kulturpolitik der sozialdemokratischen Regierungen Preußens wesentlich mit. 
Unter Förderung durch Haenisch kam es zur Ernennung des praktischen Arztes Franz Schönenberger zum Professor für allgemeine Therapie sowie zum Leiter der Anstalt für Hydrotherapie in Berlin.

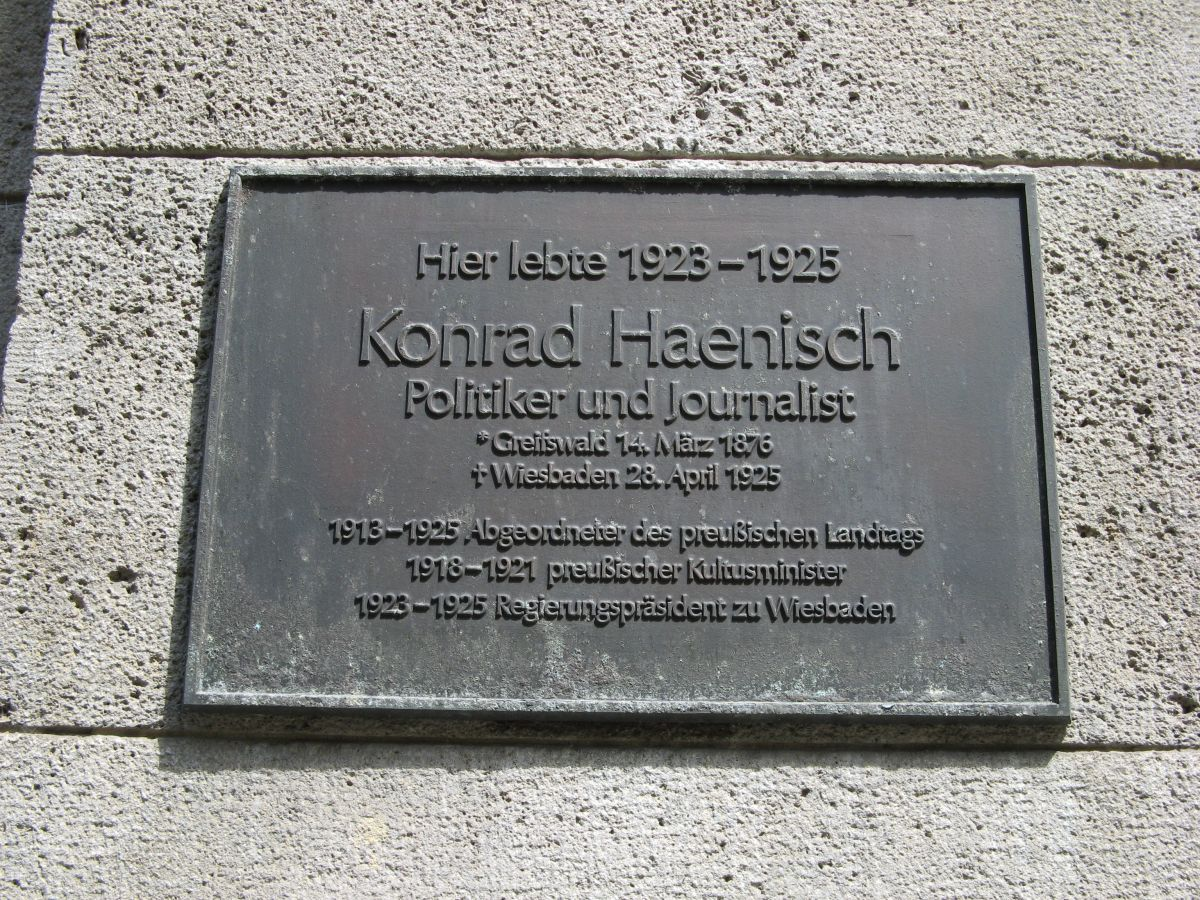
Gedenktafel für Konrad Haenisch in Wiesbaden

1922 ernannte der preußische Innenminister Severing Haenisch zum Regierungspräsidenten des Regierungsbezirks Wiesbaden. Das Amt bekleidete er bis zu seinem Tode 1925. Während der sogenannten Ruhrbesetzung 1923 wurde Haenisch aus der französischen Besatzungszone ausgewiesen. Trotzdem engagierte er sich in dieser Zeit für die deutsch-französische Verständigung. Haenisch nahm mit Sorge die Bedrohung der parlamentarischen Demokratie durch extreme Kräfte von links und rechts wahr und engagierte sich ab 1921 im Republikanischen Reichsbund sowie ab 1924 im Reichsbanner Schwarz-Rot-Gold, dessen Gründungsmitglied er war. Haenisch war Ehrendoktor der Universität Frankfurt.

## Familie und Nachkommen
Konrad Haenisch war ein Cousin des Sinologen, Mongolisten und Mandschuristen Erich Haenisch. 
Haenisch war seit 1901 mit Wilhelmine Bölling, der Tochter eines Drehers aus Dortmund, verheiratet. Das Paar hatte eine Tochter, Elsa, die 1938 mit ihrem jüdischen Mann von Hamburg in die USA auswanderte, wo sie in Florida lebte, 1945 US-Bürgerin wurde und 1988 starb, sowie vier Söhne: Walter (1906–1938, in Moskau hingerichtet), Ernst (Journalist, gründete 1945 in Rosenheim mit US-Lizenz das Oberbayerische Volksblatt), Eberhard (gefallen im Zweiten Weltkrieg) und der jüngste Sohn Götz.

## Werke
- Ferdinand Freiligrath: Wir sind die Kraft! Auswahl politischer und proletarischer Gedichte. Mit biographischen Skizze und erläuiterndem Nachwort von Konrad Haenisch. 3. Auflage. Gerisch, Dortmund 1910.
- Schiller und die Arbeiter. Anhang: 1. Schiller-Chronik, 2. Zur Schiller-Literatur (= Abhandlungen und Vorträge zur sozialistischen Bildung. Bd. 6). Kaden, Dresden 1912.
- Die Hetze auf die Arbeiterjugend. Aus den Reden des Landtagsabgeordneten Konrad Haenisch in den Sitzungen des Preußischen Abgeordnetenhauses am 11. und 12. Mai 1914. Ebert, Berlin 1914.
- Krieg und Sozialdemokratie. Drei Aufsätze. Auer, Hamburg 1915 (Digitalisat).
- Wo steht der Hauptfeind? Verlag der Internationalen Korrespondenz Baumeister, Berlin 1915 (Digitalisat).
- Deutsche Sozialdemokraten - Sozialdemokratische Deutsche. Rede (…) gehalten am 3. März 1915 (…). Landgraf, Chemnitz 1915.
- Der deutsche Arbeiter und sein Vaterland.  Verlag der Internationalen Korrespondenz. Berlin-Karlshorst 1915.
- Sozialdemokratie und nationale Verteidigung. Buchhandlung Vorwärts, Berlin 1916 (Digitalisat).
- Zur Lage der Partei. Auer, Hamburg 1916 (Digitalisat).
- Die deutsche Sozialdemokratie in und nach dem Weltkriege. Mit einem Anhang: Zur Bibliographie der sozialistischen Kriegsliteratur (= Kriegspolitische Einzelschriften. Bd. 6/7). Schwetschke, Berlin 1916 (Digitalisat).
- Kulturpolitische Aufgaben. Arbeitsgemeinschaft für staatsbürgerliche und wirtschaftliche Bildung, Berlin 1919 (Digitalisat).
- Franz Klupsch: Die Judenhetze. Eine schwere Gefahr für den staatlichen und wirtschaftlichen Wiederaufbau Deutschlands. Mit einem Geleitbrief von Konrad Haenisch (Wirtschaft und Volk. Schriften zur Wiederaufrichtung Deutschlands und Genesung unseres Volkes. Hrsg. von der Deutschen Wirtschafts-Politischen Gesellschaft, Berlin). Berlin 1920.
- Die Not der geistigen Arbeiter. W. Klinkhardt, Leipzig 1920 (Digitalisat).
- Staat und Hochschule. Ein Beitrag zur nationalen Erziehungsfrage. Verlag für Politik und Wirtschaft, Berlin 1920 (Digitalisat).
- Neue Bahnen der Kulturpolitik. Aus der Reformpraxis der deutschen Republik. Dietz, Berlin 1921.
- Gerhart Hauptmann und das deutsche Volk. Dietz, Berlin 1922.
- Lassalle. Mensch und Politiker. Mit einem Bildnis Lassalles von Jakob Steinhardt und 10 Faksimile-Beilagen. Schneider, Berlin 1923.
- August Bebel. Schneider, Berlin 1923.
- Parvus. Ein Blatt der Erinnerung. Verlag für Sozialwissenschaft, Berlin 1925.
- Johann Plenge: In den Umsturztagen 1918/19. Aus meinem Briefwechsel mit Konrad Haenisch. Mit einem Brief an Philipp Scheidemann vom 8. November 1918. Bredt, Münster (um 1934).

## Benennung von Schulen, Straßen
- Konrad-Haenisch-Oberschule, Berlin
- Konrad-Haenisch Schule, Frankfurt am Main
- Haenischstraße, Frankfurt am Main
- Haenischstraße, Dortmund
- Konrad-Haenisch-Straße, Hannover